# Barinas (stan)
Barinas (hiszp. Estado Barinas) – to jeden z 23 stanów Wenezueli. Stolicą stanu jest miasto Barinas.
Stan Barinas jest miejscem urodzenia byłego prezydenta Wenezueli, Hugo Cháveza. Gubernatorem stanu jest ojciec prezydenta.
Stan zajmuje powierzchnię 35 200 km² i liczy 816 264 mieszkańców (2011). Dla porównania, w roku 1970 mieszkańców było 221,9 tys.
Większość powierzchni stanu zajmują niziny (Nizina Orinoko). Na zachodzie obecne pasmo Cordillera de Mérida. Licznie występują rzeki, np. Apure, Portuguesa, Guanare. Na lata 70. XX w. Barinas był ważnym regionem handlowym hodowli bydła, uprawiano ryż, kawę, trzcinę cukrową, kukurydzę. Miejsce wydobycia ropy naftowej.
Znajdują się tu części Parku Narodowego Tapo-Caparo, Parku Narodowego Sierra Nevada i Parku Narodowego Dr. José Gregorio Hernández.

## Gminy i ich siedziby
1. Alberto Arvelo Torrealba (Sabaneta)
2. Andrés Eloy Blanco (El Cantón)
3. Antonio José de Sucre (Socopó)
4. Arismendi (Arismendi)
5. Barinas (Barinas)
6. Bolívar (Barinitas)
7. Cruz Paredes (Barrancas)
8. Ezequiel Zamora (Santa Bárbara)
9. Obispos (Obispos)
10. Pedraza (Ciudad Bolivia)
11. Rojas (Libertad)
12. Sosa (Ciudad de Nutrias)